# ヂェチヌフ (コジェニツェ郡)
ヂェチヌフ（Dziecinów）は、ポーランドのマゾフシェ県コジェニツェ郡にある町。人口は100人。